# Passiebloemstraat
De Passiebloemstraat is een straat in Paramaribo, Suriname, tussen de Jagernath Lachmonstraat – met ertussen het Vriendschapspark – en de Stanvastestraat. 

## Bouwwerken
De straat heeft een zijstraat, namelijk de Margriet Sint, met mede tussen de Jagernath Lachmonstraat ingeklemd het Vriendschap Park.
Er is een bijweg in de vorm van een halve cirkel. Hieraan zijn de Mr. Dr. J.C. Mirandaschool (Lyco 1), de Openbaar Atheneum Havo 1 en het Avond Lager Beroepsonderwijs Sats/Atv gevestigd. Ertegenover bevinden zich de Leraren Opleiding Beroeps Onderwijs (LOBO) en de Lagere Technische School (LTS). In naburige straten bevinden zich nog verschillende scholen.

## Gedenktekens
Hieronder volgt een overzicht van de gedenktekens in de straat:
| Onderwerp                                      | Type         | Kunstenaar    | Onthulling | Locatie                           | Omschrijving                          |
| ---------------------------------------------- | ------------ | ------------- | ---------- | --------------------------------- | ------------------------------------- |
| Twee Beelden                                   | standbeelden | Jo Rens       | 1959       | bij de LTS                        | nieuw gebouw Technische School (STS)  |
| Monument 5 jaar Mr. Dr. J.C. de Miranda Lyceum | beeld        | Han ter Keurs | 1971       | bij de Mr. Dr. J.C. Mirandaschool | 5-jarig jubileum                      |
| Vriendschapsmonument 1853-2003                 | standbeeld   | Paul Woei     | 2003       | hoek Jagernath Lachmonstraat      | 150-jarig jubileum Chinese immigratie |